# Kronsberg (Stadtviertel)

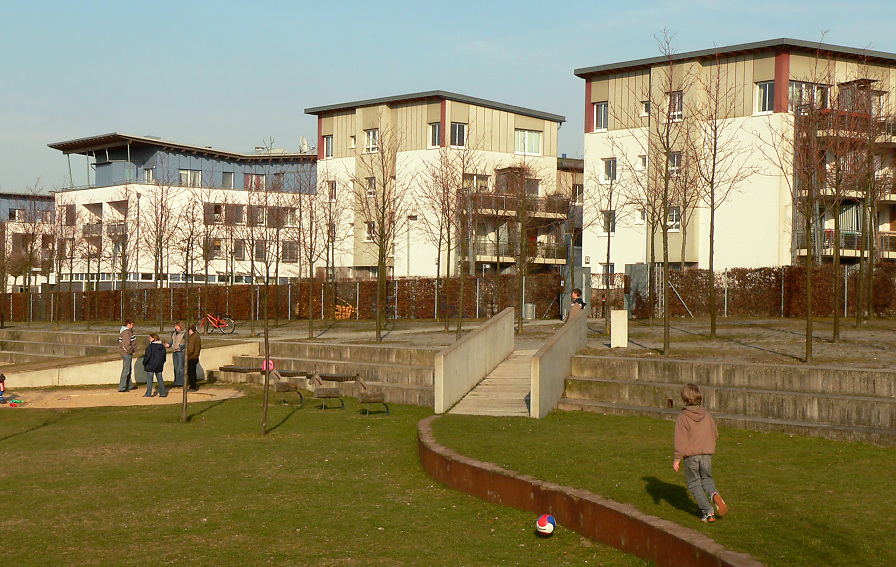
Spielplatz in der EXPO-Siedlung, im Hintergrund Wohnhäuser

Kronsberg ist ein Stadtviertel im hannoverschen Stadtteil Bemerode. Es ist nach dem Hügelrücken Kronsberg benannt und entstand Ende der 1990er Jahre als nachhaltiges Stadtentwicklungsprojekt. Es wurde seither stetig erweitert. Das Stadtviertel wird aufgrund der eigenständigen Entwicklungsgeschichte und besonderen Struktur oft als eigener Stadtteil wahrgenommen. Hannover-Kronsberg ist nicht zu verwechseln mit Wohnsiedlung Berenbostel-Kronsberg in Garbsen.

## Wohngebiete

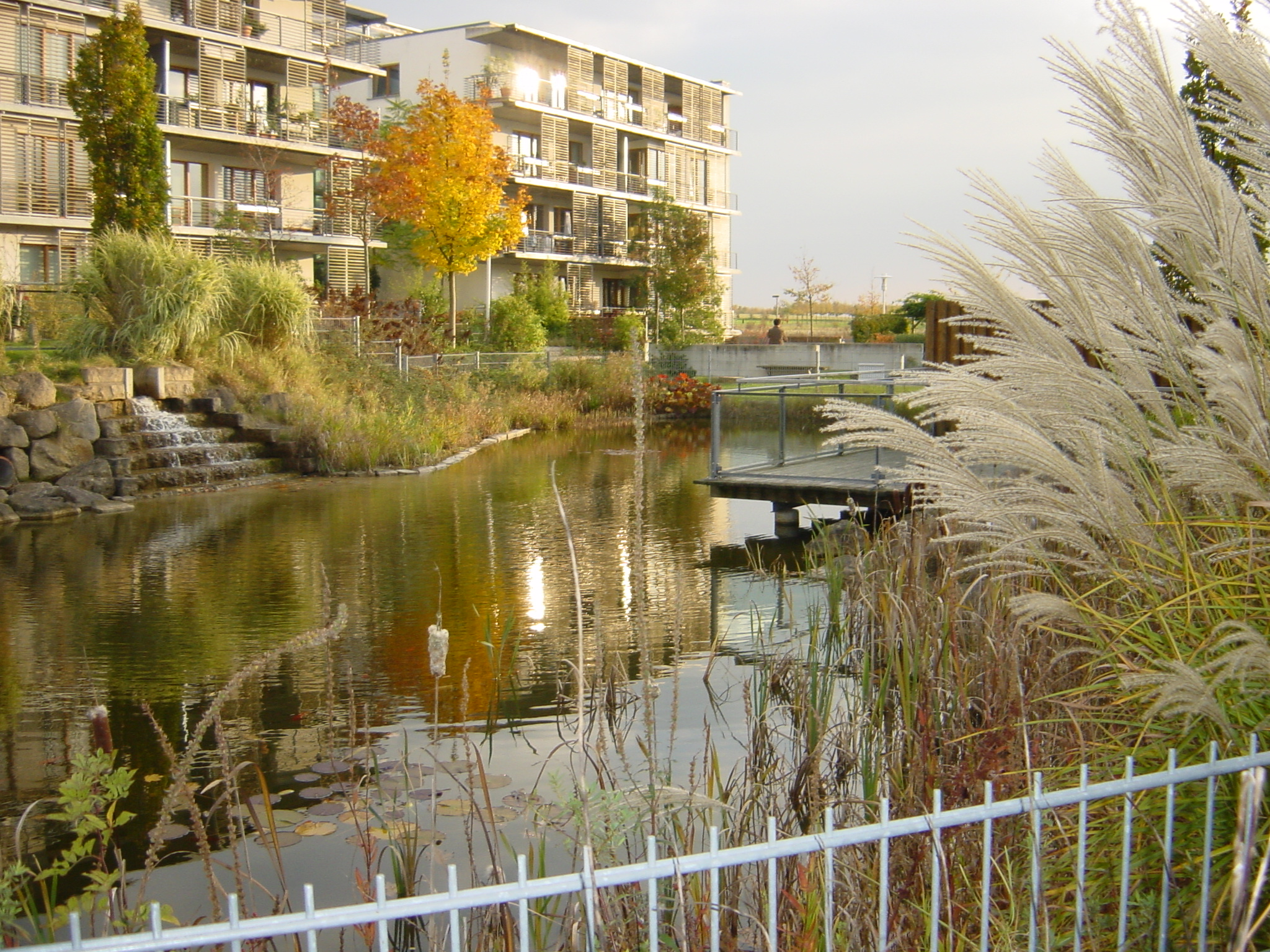
Teich im Innenhof von Wohnhäusern

### EXPO-Siedlung
Am südöstlichen Stadtrand Hannovers entstand am Westhang des Kronsberges Ende der 1990er Jahre im Zusammenhang mit der EXPO 2000 die unter ökologischen Gesichtspunkten errichtete Expo-Siedlung am Kronsberg. Auf dem Weltstädtegipfel World City Summit 2012 in Singapur wurde das Wohngebiet als eines der hundert innovativsten Infrastrukturprojekte der Welt gewürdigt.
Das Wohngebiet besteht aus rund 3000 Wohneinheiten in zwei- bis viergeschossiger Bauweise. Es ist ein ausgiebiges Infrastrukturangebot mit Schulen, Kindergärten, Läden, Stadtteilzentrum KroKuS und dem Evangelischen Kirchenzentrum Kronsberg vorhanden. Durch eine flächensparende Bauweise, hohe Bebauungsdichte, klare Baukanten und kompakte Baukörper entstand ein städtischer Charakter mit vielfältiger Architektur. Erstmals wurde in Deutschland eine Wohnsiedlung mit über 70 ha Größe flächendeckend in Niedrigenergiehaus-Bauweise errichtet. Pro Haushalt liegt der Heizenergieverbrauch etwa 40 % und der CO2-Ausstoß fast 75 % niedriger als bei konventionell erstellter Bebauung. In der gleichen Zeit entstanden auch 32 Reihenhäuser in Passivhaus-Standard. Im Norden der bereits bestehenden Siedlung wird weiter gebaut; etwa 100 städtische Grundstücke werden für weitere Passivhäuser (Einfamilien-, Doppel- und Reihenhäuser) zur Verfügung gestellt.
Im Januar 2013 existieren in der Siedlung 2600 Mietwohnungen, 150 Eigentumswohnungen und etwa 400 Reihenhäusern, Doppelhaushälften und Einfamilienhäusern.
Im Stadtviertel wird das Regenwasser trotz des problematischen Mergelbodens nahezu vollständig versickert. Erreicht wird dies auch durch Minimierung von versiegelten Flächen und Dachbegrünungen. In den öffentlichen Straßenräumen erfolgt die vollständige Regenwasserversickerung durch seitlich angelegte Gräben und Kiesbetten, die ein elf Kilometer langes Mulden-Rigolen-System ergeben.

Über 1000 Straßenbäume prägen das Straßenbild. Es gibt mit dem Oheriedenpark im Norden und dem Kattenbrookpark im Süden zwei Quartierparks. Zusätzlich wurden im angrenzenden Landschaftsraum etwa 650 Straßenbäume gepflanzt und ehemalige Ackerflächen aufgeforstet. Es entstanden zahlreiche Wander- und Radwege.

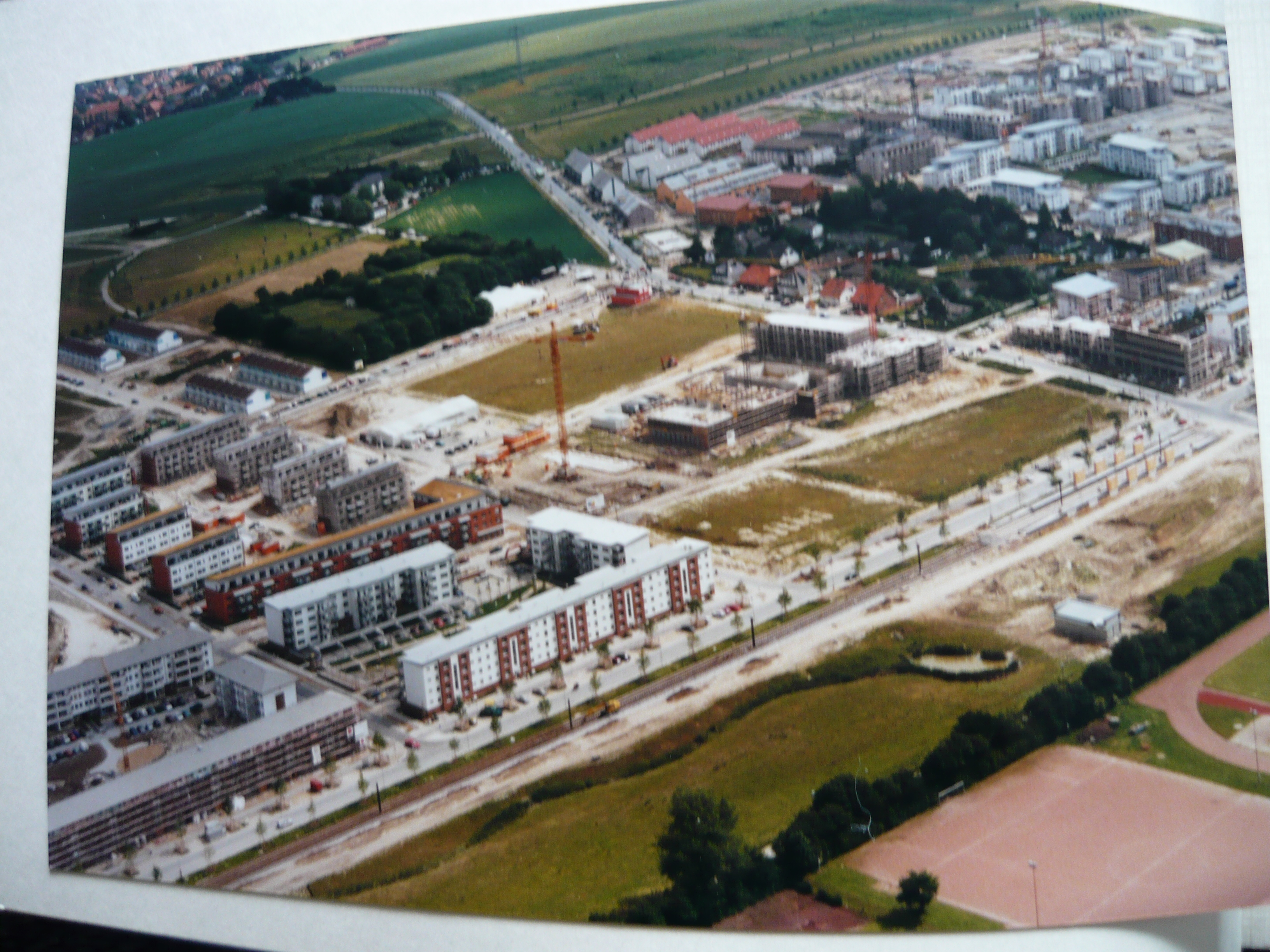
Baustelle der EXPO-Siedlung 1999
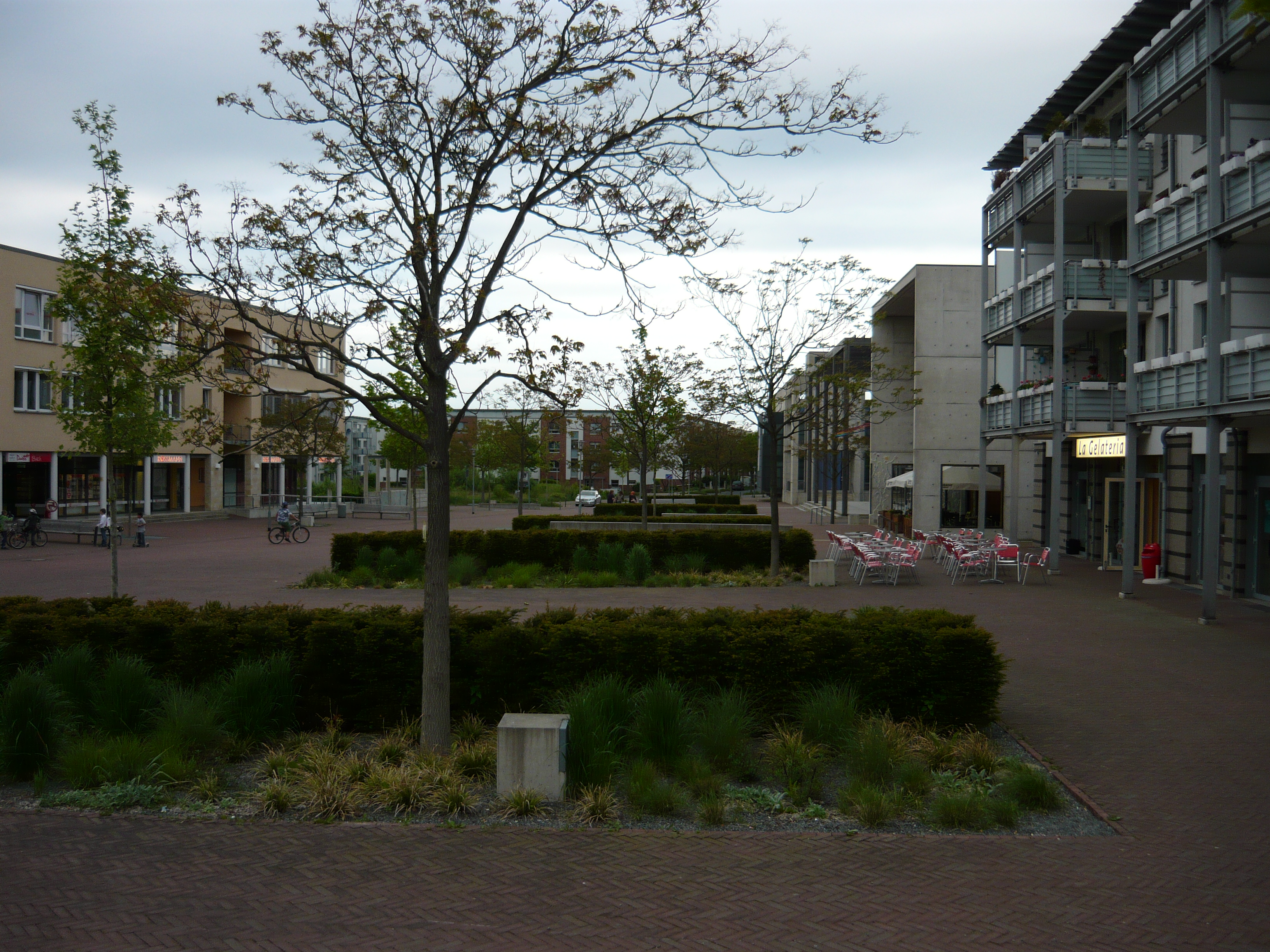
Thie, Zentrum der Kronsberg-Siedlung
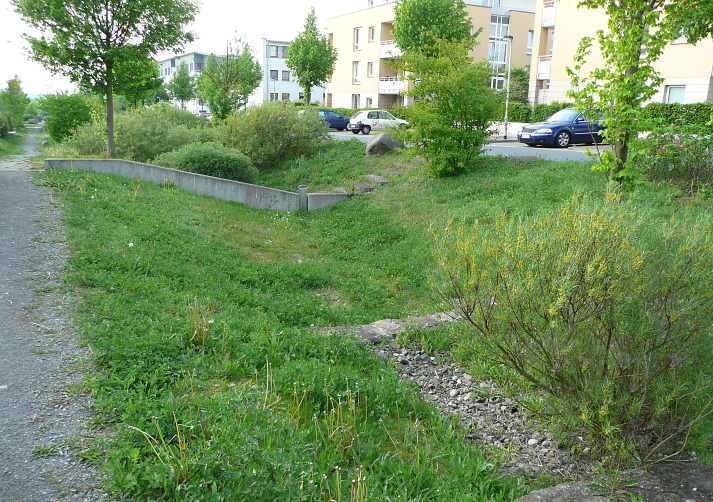
Mulden-Rigolensystem zur Aufnahme von abfließendem Oberflächenwasser
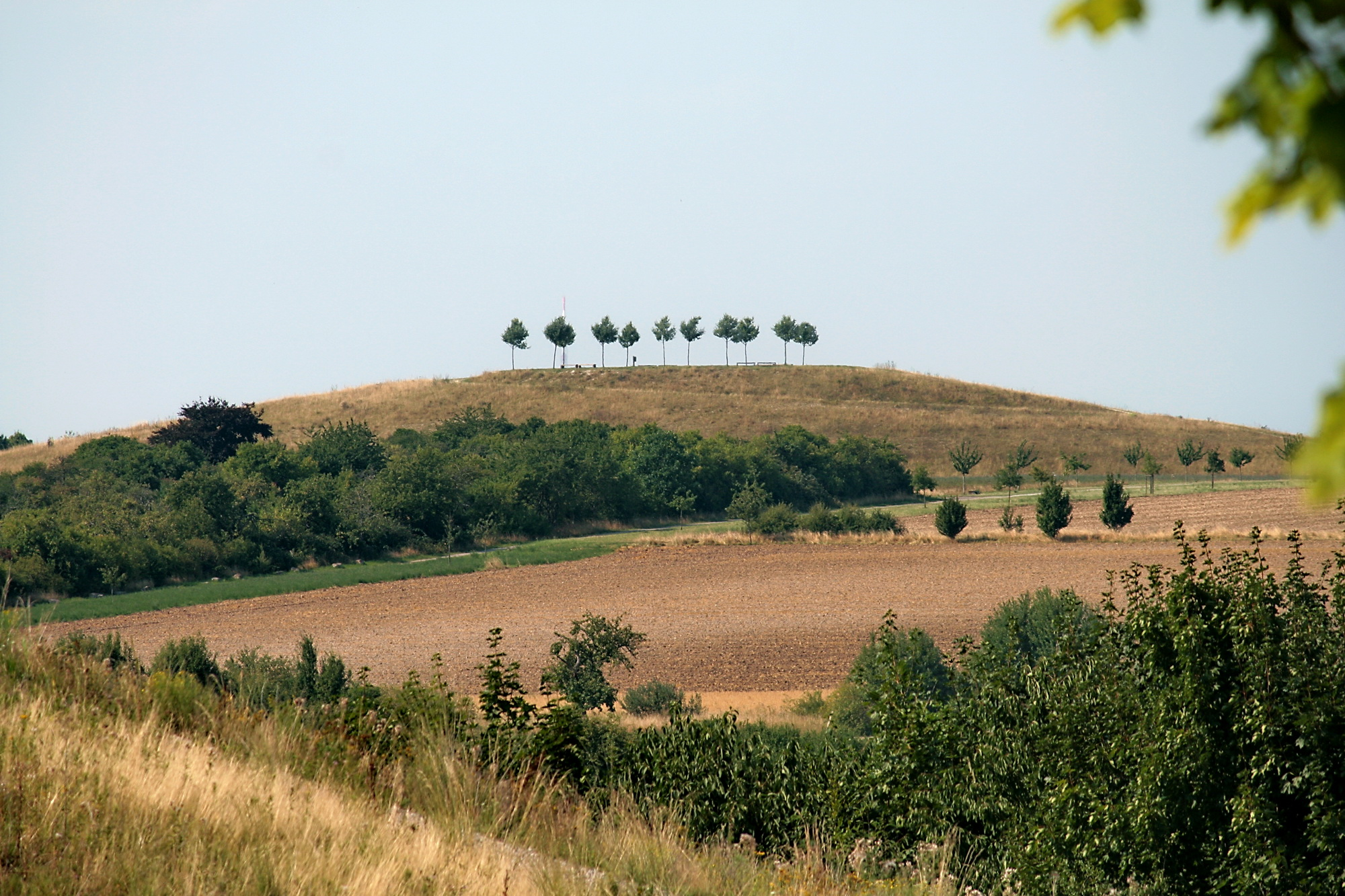
Künstlicher Aussichtshügel (Südhügel) auf dem Kronsberg

### Kronsberg-Nord

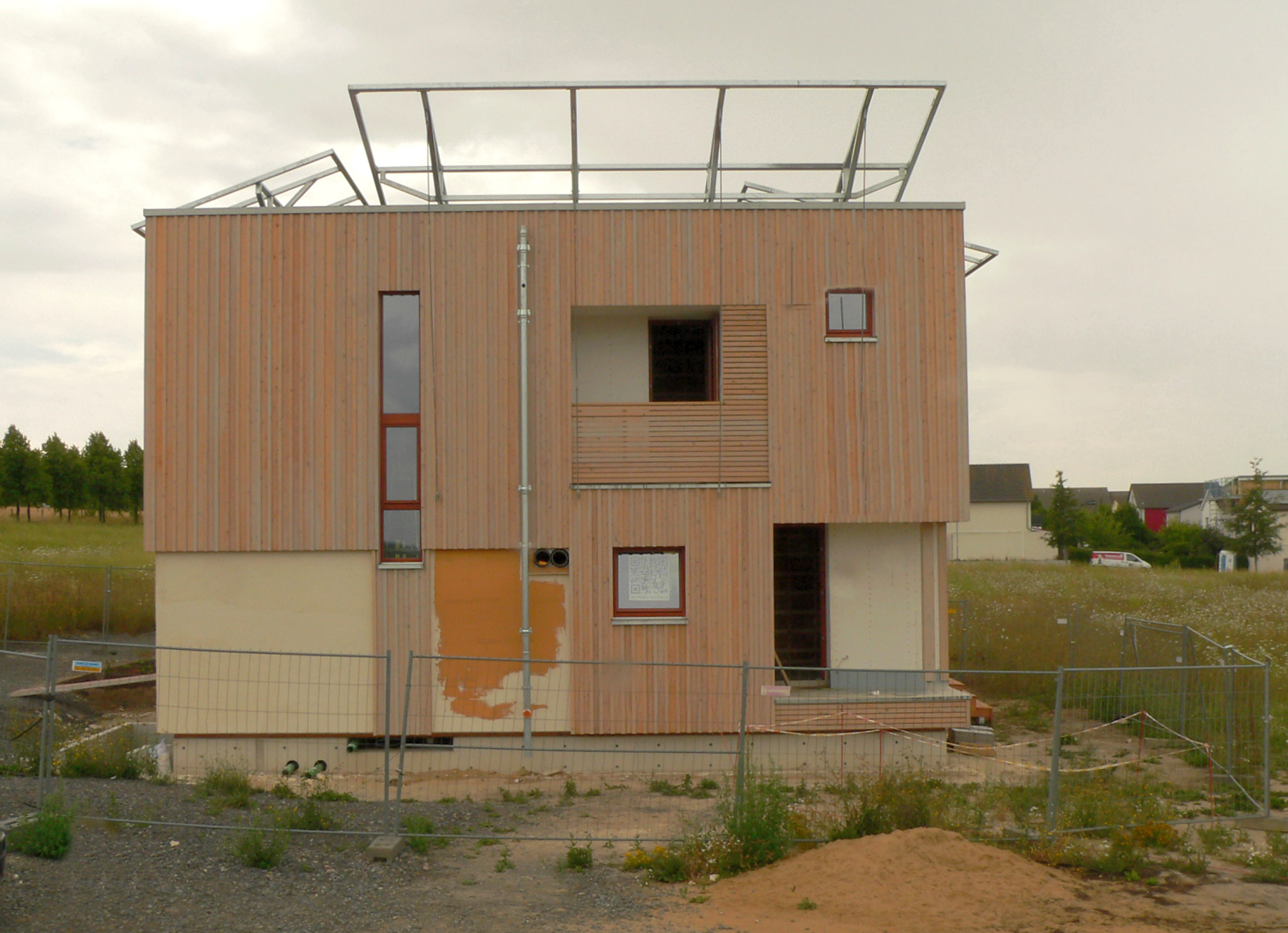
Gebäudeprototyp für die Öko-Siedlung ecovillage hannover

Es gab in den 2010er Jahren immer wieder kleinere Erweiterungen nördlich der EXPO-Siedlung wie zum Beispiel Mehrfamilienhäuser an der Oheriedentrift nördlich der Feldbuschwende, die sich jedoch durch die Ziegelwände äußerlich von den Gebäuden aus der EXPO-Zeit unterscheiden. In den hinteren Häuserblöcken (Kronshoop) entstanden weitere Reihenhäuser mit ökologischer Bauweise.
Nördlich des bestehenden Wohngebiets war ab 2021 der Bau der ökologischen Siedlung ecovillage hannover für etwa 1000 Bewohner geplant. Durch eine Insolvenz scheiterte das Projekt 2024 und die Stadt Hannover leitete einen Rückkauf des Grundstücks von der Wohnungsbaugenossenschaft ecovillage hannover eG ein, um das Grundstück für andere Wohnungsbauprojekte zu nutzen.

### Kronsberg-Süd (Kronsrode)

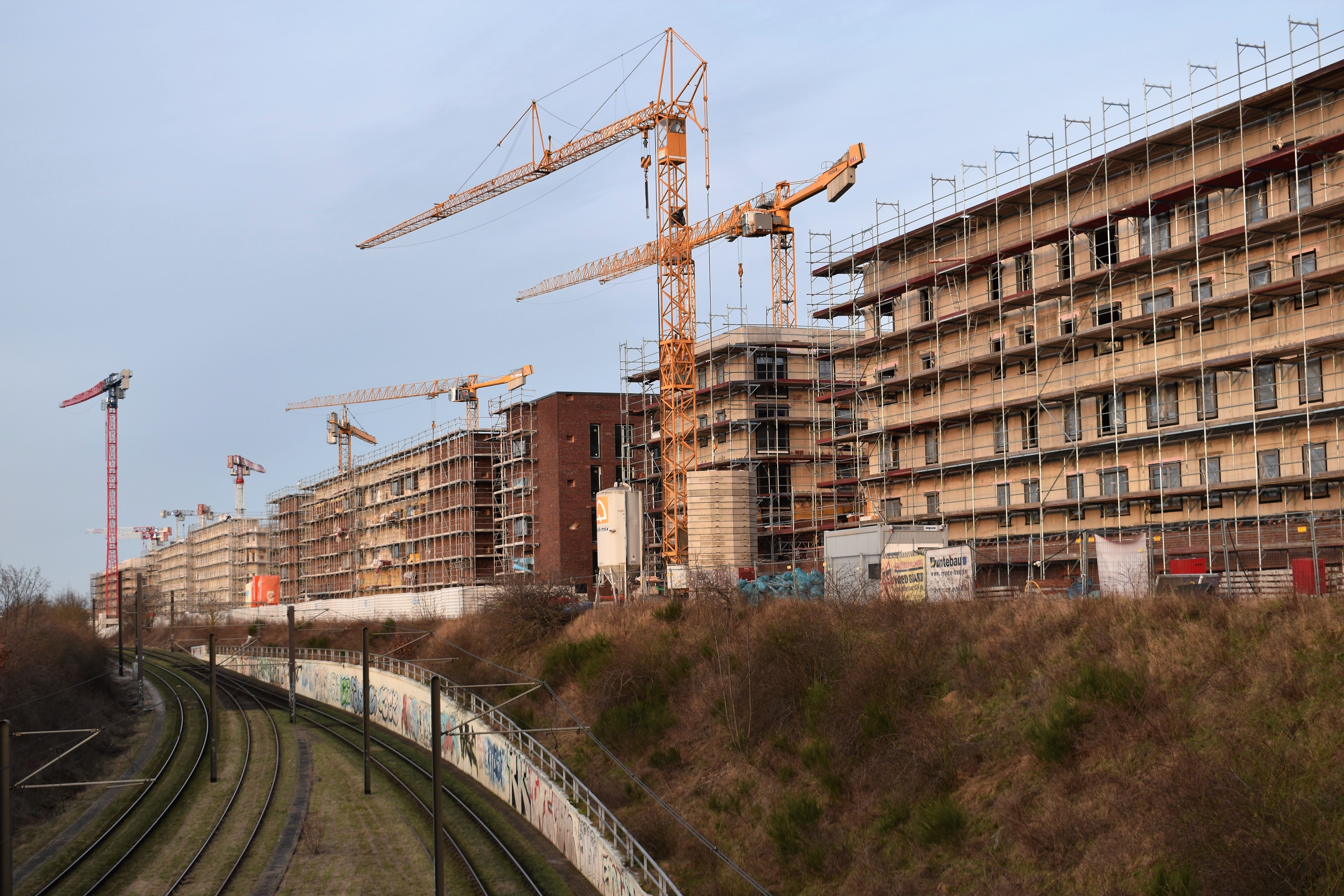
Im Bau befindliche Wohnhäuser in Kronsrode entlang der Stadtbahntrasse

Nachdem es in den 2010er Jahren wieder zu Wohnungsnot und starkem Anstieg der Mieten gekommen war, wurden zahlreiche Neubaugebiete in der Stadt geplant. Dazu zählt Kronsberg-Süd als das größte am südlichen Kronsberg. Es erhielt die Marketing-Bezeichnung Kronsrode, ein Kofferwort aus Kronsberg und Bemerode. Das in den 2020er Jahren entstandene Neubaugebiet befindet sich südlich der EXPO-Siedlung, östlich des Messegeländes und ebenfalls am Westhang des Kronsbergs. Das etwa 53 Hektar große Baugebiet umfasst drei Wohnquartiere und eine Parkanlage östlich des Iris Runge-Platz. Es sind etwa 3500 Wohneinheiten geplant, darunter auch Einfamilienhäuser. Das Zentrum von Kronsberg-Süd befindet sich entlang des Iris-Runge-Platz östlich der Stadtbahnstation Messe-Ost/Expo Plaza, wo vier- bis sechsstöckige Mehrfamilienhäuser sowie Einzelhandel und Dienstleistungen geplant sind. In Kronsberg-Süd liegt ebenfalls ein Fokus auf ökologischer und sozialer Nachhaltigkeit. Viele Straßen wurden nach Wissenschaftlerinnen benannt, um den Frauenanteil unter den Straßennamen in Hannover zu erhöhen.
Stand Herbst 2024 sind viele Gebäude bereits fertig und bewohnt, insbesondere entlang der Stadtbahntrasse, die Infrastruktur ist jedoch noch nicht ausgebaut.
In dem neuen Baugebiet sind mindestens 25 Prozent geförderte Wohnungen vorgesehen.

## Infrastruktur

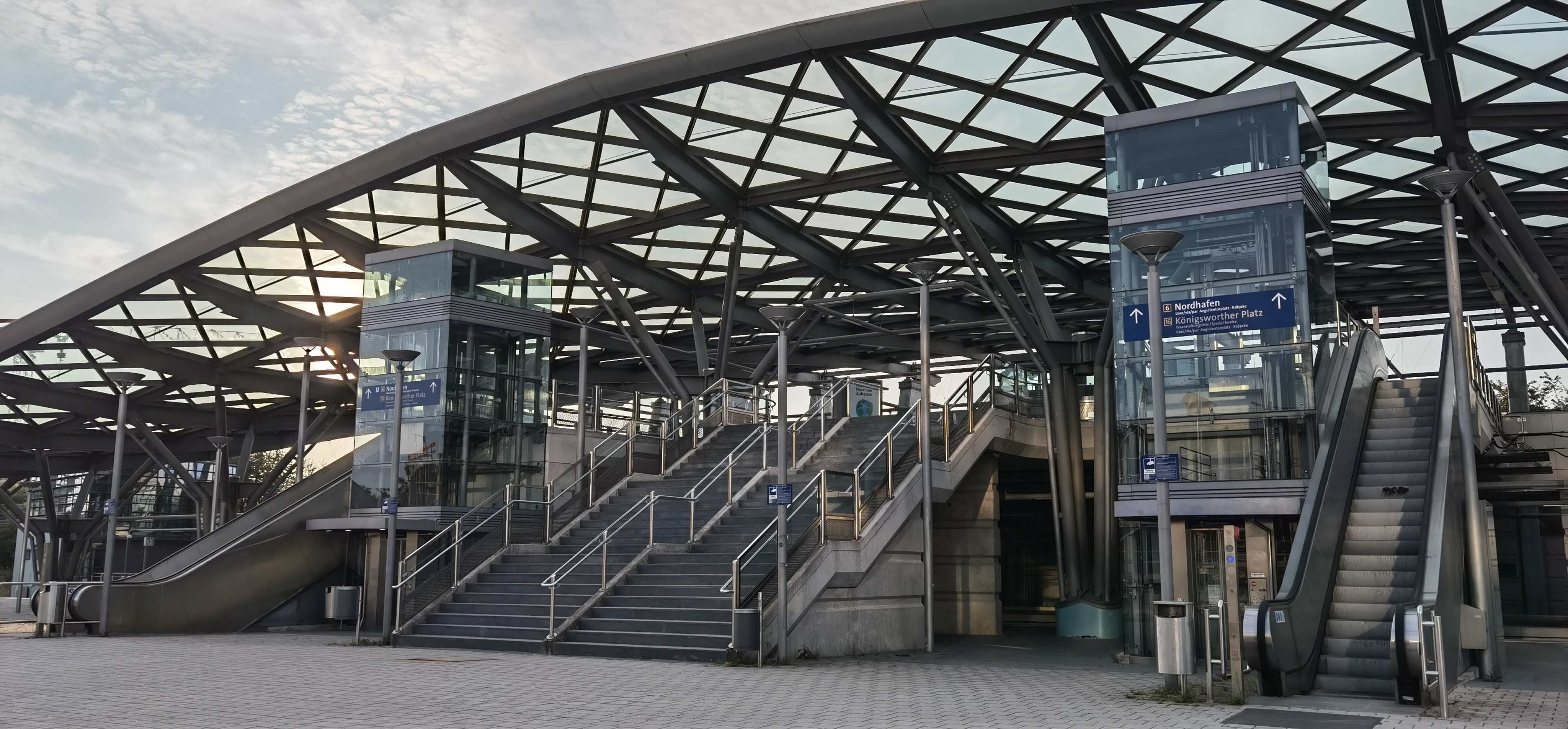
Stadtbahnstation Messe/Ost/Expo Plaza

### Verkehrsanbindung
Westlich der Kronsberg-Siedlung fährt die Stadtbahnlinie 6. Insgesamt befinden sich entlang Kronsbergs fünf Stadtbahnstationen, wobei an den wichtigen Stationen Kronsberg und Messe Ost/Expo Plaza auch verschiedene Buslinien verkehren. Eine Erweiterung der Linie 6 Richtung Expo-Park ist in Planung, langfristig ist ein Ausbau Richtung Laatzen zur Linie 1 angestrebt.
Über den nahe gelegenen Messeschnellweg ist Kronsberg an das Autobahnnetz angebunden. Die Straßen im Wohngebiet sind fahrradfreundlich ausgebaut.

### Bildung

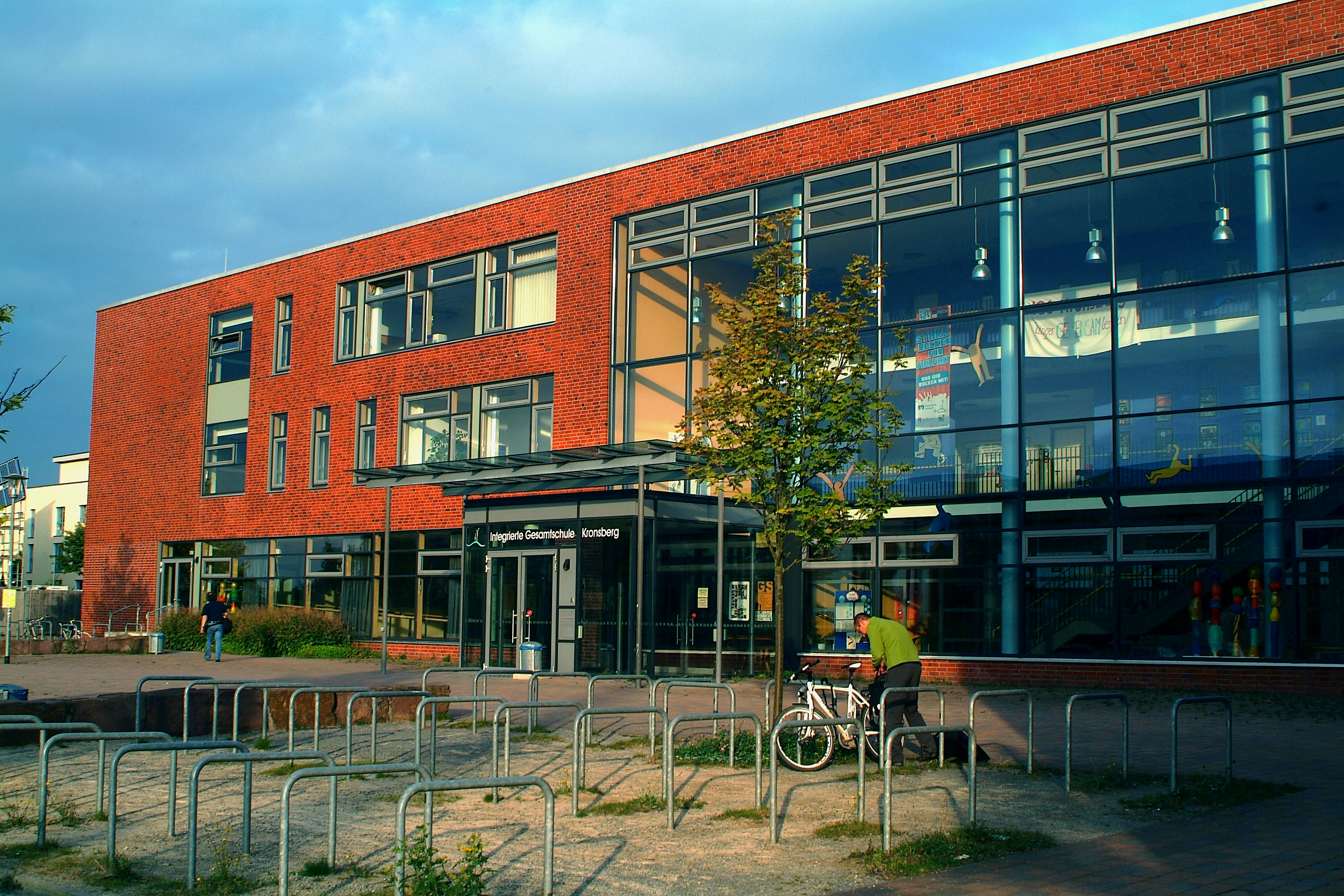
IGS Kronsberg

In Kronsberg befindet sich die IGS Kronsberg, dazu kommt zwei Grundschulen. Eine an der Feldbuschwende im Norden sowie die Grundschule Kronsberg im südlichen Teil der EXPO-Siedlung. Im Neubaugebiet Kronsrode ist zudem eine weitere Grundschule geplant. Auf dem nahe gelegenen ehemaligen Expogelände sind mehrere Gebäude der Uni Hannover und Hochschule Hannover, es sind Erweiterungen sowie weitere Studentenwohnheime geplant bzw. im Bau.

### Freizeit, Grünanlagen und Sport
Im Zentrum der Siedlung befindet sich zudem das Stadtteilzentrum KroKus, in dem verschiedene Freizeit- und Kulturangebote sind. Daneben befinden sich in und um Kronsberg zahlreiche Grünanlagen wie der Oheriedenpark, Quartierspark und Kattenbrookpark in der EXPO-Siedlung, der Kronsberg selbst mit der den Kronsberger Wiesen und zwei Aussichtshügeln westlich der Siedlung sowie der Parc Agricole südlich von Kronsrode.
An der Feldbuschwende befindet sich der Kletterturm Kronsberg Life Tower mit weiteren sportlichen Aktivitäten für Kinder und Jugendliche sowie regelmäßigen Beachvolleyball-Veranstaltungen. Westlich der Station Kronsberg befindet sich zudem die Bezirkssportanlage Bemerode mit dem Sportverein TSV Bemerode.

### Religion
Nahe des Thie im Zentrum der EXPO-Siedlung befindet sich das Evangelische Kirchenzentrum Kronsberg mit etwa 2000 Mitgliedern (Stand 2010). Im September 2014 ist das Projekt „Stadtkloster - Kirche der Stille“ in den Räumen des Kirchenzentrums gestartet.

### Kommunale Einrichtungen
In Kronsberg befindet sich eine Suchtklinik, in der Suchtkranke stationär aufgenommen werden.

## Bevölkerung
Im Wohngebiet Kronsberg (EXPO-Siedlung einschließlich Erweiterungen im Norden) wohnten 2019 etwa 9000 Menschen, in Kronsrode sollen bis zur Fertigstellung 7000 bis 10.000 Menschen leben.
In Kronsberg wohnen überdurchschnittlich viele Kinder und Jugendliche, 2010 waren es etwa 30 % der Gesamtbevölkerung, 2013 war der Anteil der Familienhaushalte mit 38,2 % doppelt so hoch wie im gesamten Stadtgebiet Hannovers. Unter den Bewohnern existiert ein hoher Anteil an Menschen mit Migrationshintergrund, insbesondere an Spätaussiedlern aus der ehemaligen Sowjetunion (u. a. Russlanddeutsche). Diese machen einen überdurchschnittlichen Bevölkerungsanteil in Kronsberg aus, da die Fertigstellung der EXPO-Siedlung Ende der 1990er Jahre zum Zeitpunkt Spätaussiedler-Zuzüge nach Hannover stattfand. Zudem befinden sich mehrere Flüchtlingsunterkünfte in und nahe der Kronsberg-Siedlung. Die Arbeitslosigkeit und der Anteil der Armutsbevölkerung ist überdurchschnittlich hoch.
Die stadtplanerisch bewusst geförderte soziale Durchmischung führt zu einer starken sozialen Ungleichheit in Kronsberg. Während vor allem im Norden viele neu gebaute Eigenheime mit hohen Kaufpreisen existieren, werden weite Teile Kronsbergs wie etwa die Häuserblocks zwischen Wülferoder Straße und dem Kattenbrookpark sowie ein Großteil von Kronsrode von der Stadt Hannover als „sozial angespannte Quartiere“ bezeichnet.
Seit etwa 2020 steht Kronsberg wegen erhöhter Gewaltkriminalität, insbesondere Jugendkriminalität, im negativen Fokus.